# أندرو كينيدي
أندرو كينيدي (بالإنجليزية: Andrew Kennedy)‏ (و. 1842 – 1904 م) هو سياسي، من كندا، توفي عن عمر يناهز 62 عاماً.

## مناصب
تولى منصب عضو الجمعية الوطنية في كيبك.